# شوند
شوند، روستایی در دهستان درگزین علیا بخش شاهنجرین شهرستان درگزین در استان همدان ایران است. این روستا، مرکز دهستان درگزین علیا است.

## پیشینه نام
نام این روستا آنگونه که حمدالله مستوفی در کتاب نزهه القلوب ثبت کرده است، در قدیم اشوند بوده است. اشوند ریشه‌ای پارسی دارد. به لحاظ زبان‌شناختی، این نام از دو جزء اَشا+وند تشکیل شده است. آشا به معنای درستی و تقدس و از پرکارترین واژگان پارسی باستان در پیوند با دین زرتشتی است و وند نیز پسوند پیوند است. 
با توجه به قدمت بالای این روستا بر اساس شواهد باستان‌شناختی، و همچنین با توجه به نام اصیل پارسی روستا که در پیوند با دین زرتشتی است (واژه آشا در اوستا بارها به کار رفته است. این واژه تلطیف شده واژه آرتا در سانسکریت است)، بی‌گمان روستای شوند یکی از اصیل‌ترین و دست‌نخورده‌ترین روستاهای ایران است که قدمت آن دست‌کم به دوران پیش از ساسانیان باز می‌گردد.
بهمن انصاری مورخ و پژوهشگر تاریخ، اصالتا از روستای شوند است.

## جمعیت
بر پایه سرشماری عمومی نفوس و مسکن در سال ۱۳۹۵، جمعیت این روستا برابر با ۹۲۴ نفر (۲۸۲ خانوار) بوده‌است.